# Nécropole de Međugorje
La nécropole de Međugorje se trouve en Bosnie-Herzégovine, sur le territoire du village de Glumina et dans la municipalité de Neum. Elle abrite 62 stećci, un type particulier de tombes médiévales. Elle est inscrite sur la liste des monuments nationaux de Bosnie-Herzégovine.